# Xiaolin Showdown
Xiaolin Showdown (No Brasil, conhecida como Duelo Shaolin) é uma série de desenho animado estadunidense que foi ao ar originalmente pela Kids' WB, tendo sido criada por Christy Hui. Se passando em um mundo onde lutas que utilizam artes marciais e magia ocidental são comuns, a série acompanha quatro jovens guerreiros Shaolin em treinamento que lutam contra as forças do mal de Heylin. Para isso, protegem Shen Gong Wu (artefatos anciãos que apresentam grandes poderes mágicos) de vilões que gostariam de usá-los para conquistar o mundo. Os episódios normalmente tratam de um Shen Gong Wu sendo revelado em algum local, fazendo com que os dois lados iniciem uma corrida para encontra-lo antes que seu adversário. Episódios também costumam apresentar um momento onde um personagem do bem e outro do mal se desafiam para um duelo mágico chamado de Duelo Xiaolin pela possessão do artefato.
Inicialmente no bloco de programação da WB Network de 1 de novembro de 2003 até 13 de maio de 2006, a série totalizou 52 episódios e 3 temporadas. A mesma ainda foi reprisada no Cartoon Network de 2006 a 2007 e no Boomerang de 2015 a 2018.
Uma produção derivada, Xiaolin Chronicles, que não exatamente é uma continuação ou apresenta personagens de Duelo Xiaolin, teve seus primeiros três episódios transmitidos como um preview no dia 26 de Agosto de 2013 pela Disney XD. A nova série foi inicialmente transmitida no dia 21 de Setembro do mesmo ano, mas teve a duração de apenas 1 temporada com 26 episódios, encerrando na Netflix no dia 19 de julho de 2014, nos Estados Unidos.

## Produção
Xiaolin Showdown foi criado por Christy Hui e co-produzido pelo produtor executivo Sander Schwartz, pelo produtor supervisor Eric Radomski e pelos produtores Bill Motz e Bob Roth, sendo desenvolvido pela Warner Bros. Animation. O primeiro episódio do desenho foi feito três anos após sua concepção, tendo sua estreia em 1 de novembro de 2003.
A criadora da série, Christy Hui, afirmou que, apesar da crescente populariedade dos animes nos Estados Unidos, ela preferiu criar um programa que fosse uma "fusão da cultura ocidental e oriental".  Xiaolin Showdown mostra influências sutis de arte oriental, ação e filosofia, mas também inclui personagens ocidentais e humor.
Devido ao sucesso da primeira temporada, uma segunda e terceira temporada foram encomendadas, resultando em três temporadas e 52 episódios. O programa terminou e, apesar da divulgação em outras mídias, incluindo Postopia, um trading card game e um jogo, a Warner Bros. não lançou a segunda e a terceira temporada em DVD.
A série teve uma continuação intitulada Xiaolin Chronicles, que foi lançada em 26 de agosto de 2013. A dubladora Tara Strong sugeriu fortemente no Twitter que os episódios estavam sendo produzidos, o que mais tarde foi confirmado por  Grey DeLisle, quando ela apareceu em 9 de março de 2012 no podcast de Rob Paulsen. Mais tarde, isso foi confirmado pela criadora da série, Christy Hui, na sua conta no Facebook.

## História
Quatro jovens monges – Omi, Kimiko, Raimundo e Clay – são forçados a comparecerem ao Templo Xiaolin após terem sido escolhidos para o representarem. No início, eles enfrentam muitas dificuldades, mas logo se tornam amigos e se unem para procurar os Shen Gong Wu. Nessa busca, eles acabam tendo de enfrentar o atrapalhado vilão Jack Spicer, o "menino gênio do mal", e a feiticeira Wuya, que foi aprisionada há 1.500 anos em uma caixa de quebra-cabeça e acidentalmente libertada por Jack. Após roubar os Shen Gong Wu do templo, Spicer consegue formar o Mala Mala Jong, um antigo monstro que ajudava Wuya a controlar o mundo. Raimundo quebra as normas e luta contra o monstro, enquanto os outros monges lutam para defender os restantes de Shen Gong Wu no templo. Mais tarde, todos os monges, exceto Raimundo, são promovidos a Xiaolin Aprendizes devido a sua bravura. Enfurecido e humilhado, Raimundo junta-se ao lado Heylin como assistente de Wuya, para ajudá-la a recuperar a sua forma humana.

## Premiações
Foi nomeado aos Daytime Emmy Awards na categoria Outstanding Sound Editing — Live Action and Animation nos anos de 2004, 2005, 2006 e 2007, e conquistou o prêmio em 2005.
Em 2004, foi nomeado ao Annie Awards na categoria Outstanding Character Design in an Animated Television Production. Também foi nomeado a dois Golden Reel Awards.

## Jogos
Em 14 de Novembro de 2006 lançou, nos EUA, o jogo baseado no desenho: Xiaolin Showdown (video game). O game foi desenvolvido pela  BottleRocket Entertainment e foi liberada para as plataformas PS2, XBOX e PSP, e publicado pela Konami.